# Tumba de corredor

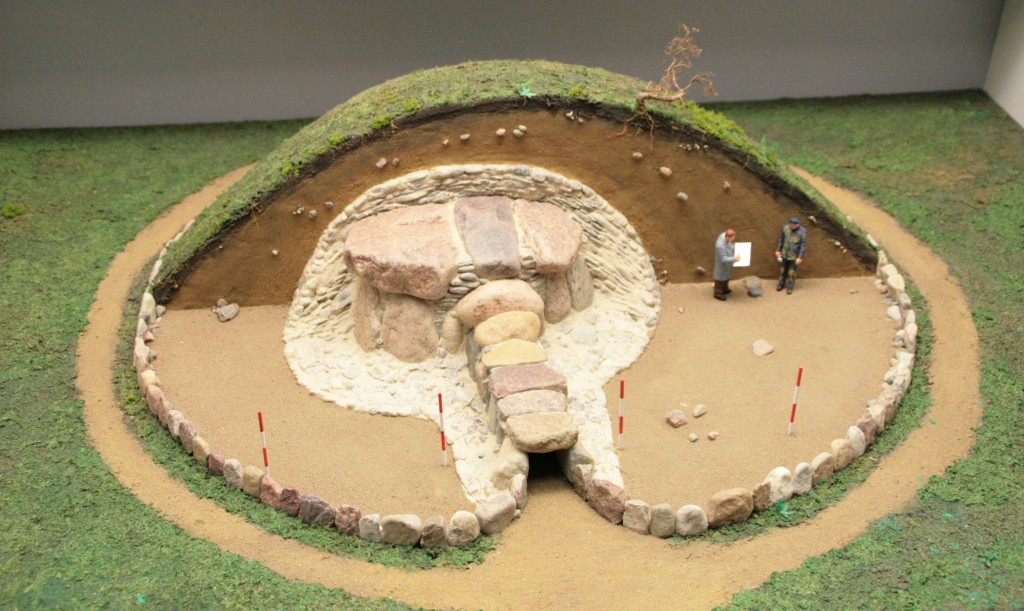
Um modelo de vista em corte de uma tumba de passagem.

Uma tumba de corredor ou sepultura de corredor consiste numa ou mais câmaras funerárias cobertas por terra ou pedra e com uma passagem de acesso estreita feita de pedras grandes. Estas estruturas geralmente datam da Era Neolítica e são encontradas em grande parte da Europa Ocidental. Quando coberto por terra, uma tumba de corredor é um tipo de mamoa  que é encontrado em várias formas pelo mundo todo. Quando é coberta por pedra, é um tipo de moledro.